# Himouto! Umaru-chan
Himouto! Umaru-chan (干物妹!うまるちゃん, Himōto! Umaru-chan) é uma série de manga escrita e ilustrada por Sankaku Head. Começou a ser publicado na revista de manga seinen Weekly Young Jump pela editora Shueisha a 14 de março de 2013. Foi coletada em sete volumes tankōbon. Uma versão alternativa foi serializada em dois capítulos na revista mensal Miracle Jump da Shueisha, em 2012. Uma adaptação para anime produzida por Doga Kobo, foi exibida no Japão entre 9 de julho e 24 de setembro de 2015, e no Brasil foi transmitida simultaneamente pela Crunchyroll.

## Enredo
A série narra as aventuras de Umaru Doma, uma estudante que mora com seu irmão mais velho, Taihei. Na escola, Umaru aparenta ser uma estudante ideal por causa da sua boa aparência, das suas notas e dos seus vários talentos. Mas quando ela está em casa, transforma-se numa preguiçosa que vive a jogar jogos eletrónicos e depende muito do seu irmão. Ao longo da série, as personalidades alternativas de Umaru ajudam-na fazer amizade com as suas colegas Kirie Motoba, que tem a reputação de encarar agressivamente as pessoas e Sylphynford Tachibana, sua rival competitiva da escola. Ambas cujo irmãos são colegas de trabalho de Taihei.

## Personagens
Umaru Doma (土間 埋, Doma Umaru)
Voz de: Aimi Tanaka
Taihei Doma (土間 大平, Doma Taihei)
Voz de: Kenji Nojima
Nana Ebina (海老名 菜々, Ebina Nana)
Voz de: Akari Kageyama
Sylphynford Tachibana (橘・シルフィンフォード, Tachibana Shirufinfōdo)
Voz de: Yurina Furukawa
Kirie Motoba (本場 切絵, Motoba Kirie)
Voz de: Haruka Shiraishi
Takeshi Motoba (本場 猛, Motoba Takeshi)
Voz de: Hiroki Yasumoto
Alex Tachibana (橘・アレックス, Tachibana Arekkusu)
Voz de: Tetsuya Kakihara
Kanau (叶課長, Kanau kachō)
Voz de: Ami Koshimizu
Hikari Kongou (金剛 ヒカリ, Hikari Kongō)

## Média

### Manga
O manga foi anunciado pela primeira vez em dois capítulos da revista mensal da Shueisha, Miracle Jump, em 2012: o primeiro na décima edição, a 16 de agosto e o outro na décima primeira edição, a 16 de outubro. A série começou a ser serializada na Weekly Young Jump a 16 de março de 2013. Ao todo foram publicados sete volumes tankōbon. Um spin-off sobre a personagem Nana Ebina, intitulado Akita Imokko! Ebina-chan (秋田妹！えびなちゃん) será publicado no sítio eletrónico Niconico Seiga e noutras plataformas de leituras, depois da personagem ficar em primeiro lugar entre as personagens mais populares da série.

#### Volumes
| N.º | Data de lançamento     | ISBN              |
| --- | ---------------------- | ----------------- |
| 1   | 19 de setembro de 2013 | 978-4-08-879706-9 |
| 2   | 19 de dezembro de 2013 | 978-4-08-879722-9 |
| 3   | 19 de junho de 2014    | 978-4-08-879861-5 |
| 4   | 19 de dezembro de 2014 | 978-4-08-890083-4 |
| 5   | 19 de março de 2015    | 978-4-08-890175-6 |
| 6   | 19 de junho de 2015    | 978-4-08-890207-4 |
| 7   | 19 de outubro de 2015  | 978-4-08-890268-5 |

### Anime
A série de anime foi adaptada pelo estúdio Doga Kobo e exibida no Japão entre 8 de julho e 24 de setembro de 2015, e no Brasil foi transmitida simultaneamente pela Crunchyroll. A série foi dirigida por Masahiko Ohta e escrita por Takashi Aoshima, os personagens foram desenhados por Aya Takano e Yasunori Ebina foi o diretor de som. O tema de abertura é "Kakushin-teki Metamarufōze!" (かくしん的☆めたまるふぉ〜ぜっ！, lit. Núcleos da base: Metamorfose!) interpretado por Aimi Tanaka, enquanto o tema de encerramento é "Hidamari Days" (ひだまりデイズ, lit. Dias Ensolarados) interpretado por Tanaka, Akari Kageyama, Haruka Shiraishi e Yurina Furukawa. A série foi licenciada na América do Norte pela Sentai Filmworks.

#### Episódios
| #  | Título                                                                                          | Exibição original      |
| -- | ----------------------------------------------------------------------------------------------- | ---------------------- |
| 1  | "Umaru e Onii-chan" "Umaru to Onii-chan (うまるとお兄ちゃん)"                                   | 9 de julho de 2015     |
| 2  | "Umaru e Ebina-chan" "Umaru to Ebina-chan (うまると海老名ちゃん)"                               | 16 de julho de 2015    |
| 3  | "Umaru e sua Aluna" "Umaru to Deshi (うまると弟子)"                                             | 23 de julho de 2015    |
| 4  | "Umaru e sua Rival" "Umaru to Raibaru (うまるとライバル)"                                       | 5 de agosto de 2015    |
| 5  | "Umaru e as Férias de Verão" "Umaru to Natsuyasumi (うまると夏休み)"                            | 9 de agosto de 2015    |
| 6  | "Aniversário da Umaru" "Umaru no Tanjōbi (うまるの誕生日)"                                      | 13 de agosto de 2015   |
| 7  | "O Onii-chan da Umaru" "Umaru no Onii-chan (うまるのお兄ちゃん)"                                | 20 de agosto de 2015   |
| 8  | "Umaru e o Natal e o Ano Novo" "Umaru to Kurisumasu to Shin'nen (うまるとクリスマスと新年)"     | 27 de agosto de 2015   |
| 9  | "Umaru e o Dia dos Namorados" "Umaru to Barentain (うまるとバレンタイン)"                       | 3 de setembro de 2015  |
| 10 | "Umaru, Agora, e Num Tempo Muito Distante" "Umaru to Ima to Mukashi Mukashi (うまると今と昔々)" | 10 de setembro de 2015 |
| 11 | "Dia da Umaru" "Umaru no Hibi (うまるの日々)"                                                   | 17 de setembro de 2015 |
| 12 | "Umaru e o Pessoal" "Umaru to Minna (うまるとみんな)"                                           | 24 de setembro de 2015 |

#### Lançamento em blu-ray e DVD
Os episódios de Himōto! Umaru-chan serão lançados em seis volumes de blu-ray e DVD, distribuídos no mercado de home video japonês entre 16 de setembro de 2015 e 17 de fevereiro de 2016.
| Volume | Volume | Episódios               | Data de lançamento     |
| ------ | ------ | ----------------------- | ---------------------- |
|        | 1      | 1–2                     | 16 de setembro de 2015 |
| 2      | 3–4    | 21 de outubro de 2015   |                        |
| 3      | 5–6    | 18 de novembro de 2015  |                        |
| 4      | 7–8    | 16 de dezembro de 2015  |                        |
| 5      | 9–10   | 20 de janeiro de 2016   |                        |
| 6      | 11–12  | 17 de fevereiro de 2016 |                        |

### Jogo eletrónico
A FuRyu desenvolveu um jogo de simulador de vida para PlayStation Vita, intitulado Himōto! Umaru-chan: Himōto! Ikusei Keikaku (干物妹！うまるちゃん ～干物妹！育成計画～, lit. "Himōto! Umaru-chan: Himōto! Plano de Formação"), que foi lançado a 3 de dezembro de 2015.